# سالم الفلاحات
سالم الفلاحات (1954 -)، المراقب العام الرابع لجماعة الإخوان المسلمين بالأردن ولد في مدينة مادبا. تولى المنصب لمدة عامين بين مارس 2006 وأبريل 2008 خلفا لعبد المجيد الذنيبات.

## انضمامه للدعوة
انضم إلى دعوة الإخوان في فترة مبكرة من حياته سنة 1968م، ولم يتجاوز الرابعة عشر من عمره في وقت اشتداد المواجهة مع العدو الصهيوني، وشارك الإخوان في الأردن بعمليات فدائية ضد الكيان الصهيوني.
التحق بكلية الشريعة الإسلامية، ومارس العمل الدعوي بها، وكان من أبرز قادة العمل الطلابي في الجامعة.

## الانتخابات النيابية
عندما قرر الإخوان خوض الانتخابات النيابية الأردنية شارك في بعضها، وخاض الانتخابات مع الإخوان، والتي كان من ثمارها أن شارك الإخوان بخمسة وزراء عام 1991م، وحصلت الجماعة على سبعة عشر مقعدا في البرلمان الأردني عام 1993م، إلا أن الحكومة قررت في عام 2001م تعليق البرلمان والحكم بقانون الطوارئ ممهدة بذلك لحملة من المضايقات على الإخوان بصفة خاصة، والحياة السياسية بصفة عامة، والتي ظهرت ثمرتها في تزوير الانتخابات النيابية سنة 2003م .

## اختياره بالمكتب التنفيذي
اختير سالم الفلاحات عضوا بالمكتب التنفيذي للجماعة لدورتين متتاليتين، وفي يوم الجمعة 3 مارس 2006 م جرى اختياره مراقبا عاما للإخوان المسلمين بالأردن.

## التضييق على الإخوان في عهده
وفي عهده استمرت تضييقات الحكومة على العمل السياسي والإخوان بصفة خاصة، وقد عبر عن ذلك رئيس الوزراء معروف البخيت باتهامه للإخوان بمعاداة الديمقراطية والانتهازية، وأنهم غير وطنيين.
وقد ردَّ الأستاذ سالم الفلاحات على ذلك بأن الكلام الذي نقل على لسانه مستغرب أن يصدر من رئيس وزراء يتحدث عن حركة سياسية إسلامية، ورئيس الوزراء ليس معصوما وكلامه معرض للنقد، وكل إنسان يريد أن يتهم عليه أن يقدم دليله . وقد أسفر ذلك الموقف من الحكومة عن تزوير الانتخابات سنة 2007م، ولم يحصد الإخوان فيها غير ستة مقاعد.

## استمرار النشاط الدعوي
استمر سالم الفلاحات يمارس نشاطه الدعوي، ويمثل الإخوان في مختلف الأعمال وفي وسائل الإعلام، فقد شارك في حل الخلافات التي حدثت في( مادبا )، وتحدث في الندوة التي نظمتها ( جمعية المتقاعدين العسكريين ) في 28/9/2009م بعنوان: (انتشار ظاهرة العنف، ودور مؤسسات المجتمع المحلي في معالجتها) ، والتي حضرها محافظ (مادبا)، و مدير الشرطة، وبعض القادة العسكريين، وقد تحدث فيها موضحا أسباب ظاهرة العنف في عدم احترام الرأي الآخر، والتخلي عن القيم الإسلامية الحميدة التي تحض على التحلي بمكارم الأخلاق والشعور أحيانا بعدم العدالة والمساوة في الحقوق.